# Rui Machete
Rui Manuel Parente Chancerelle de Machete (Setúbal, 7 april 1940) is een sociaaldemocratisch politicus van Portugese afkomst. Tussen juni 2013 en november 2015 was hij minister van Buitenlandse Zaken in het kabinet van Pedro Passos Coelho. Eerder was hij vicepremier, minister van Defensie, minister van Justitie en minister van Sociale Zaken.

## Biografie
Machete is de zoon van Henry Chancerelle de Machete (1900-1957), een uit Frankrijk afkomstige arts en politicus, en Maria Parente (1917). Hij studeerde rechten aan de Universiteit van Lissabon. In 1963 studeerde Machete af met een master in politieke en economische wetenschappen. Sinds 1964 is hij werkzaam als advocaat. Als advocaat is Michete gespecialiseerd in het bestuursrecht. Hij is onder meer hoogleraar geweest aan de Katholieke Universiteit van Lissabon en gastdocent aan het Instituut voor Arbeids- en Ondernemingswetenschappen. 
Machete werd in 1976 verkozen voor de Assembleia da República. In datzelfde jaar was hij gedurende enkele maanden minister van Sociale Zaken. In 1980 verloor Machete zijn zetel in het parlement. In de periode 1981 tot 1983 was hij de directeur van de Banco de Portugal. Tussen 1983 en 1985 was Machete vice-premier in het kabinet van Mário Soares. In datzelfde kabinet was hij minister van Justitie (1983-85) en later minister van Defensie (1985). 
Tussen juli 2013 en november 2015 was hij minister van Buitenlandse Zaken. 
- Bibliothèque nationale de France: cb15538569m (data)
- Gemeinsame Normdatei: 1074666240
- International Standard Name Identifier: 0000 0001 2139 7658
- Library of Congress Control Number: n94004385
- Nederlandse Thesaurus van Auteursnamen: 400553902
- Système universitaire de documentation: 085888036
- Virtual International Authority File: 74163376
- WorldCat: E39PBJhX3hhjm777Y3wp6KXKh3